# 트리스턴 카사스
트리스턴 카사스 (Triston Casas, 2000년 1월 15일 ~ )는 미국 프로야구 아메리칸 리그 보스턴 레드삭스의 산하 마이너 리그 선수이다. 2018년 1라운드 26순위로 보스턴 레드삭스에 입단했다. 2020 하계 올림픽 미국 야구 대표팀 주전 1루수로 뛰었다.